# پایگاه هوایی کاسلمن/اتاوا
پایگاه هوایی کاسلمن/اتاوا (به انگلیسی: Ottawa/Casselman (Shea Field) Aerodrome) یک فرودگاه خصوصی است که یک باند فرود چمن دارد و طول باند آن ۹۱۴ متر است. این فرودگاه در کشور کانادا قرار دارد و در ارتفاع ۶۶ متری از سطح دریا واقع شده است.